# 波拉克-昂马尔热里德
波拉克-昂马尔热里德（法語：Paulhac-en-Margeride），或意译作马尔热里德地区波拉克，是法国洛泽尔省的一个市镇，属于芒德区和利马尼奥勒河畔圣阿尔邦县（Saint-Alban-sur-Limagnole）。该市镇总面积15.79平方公里，2009年时的人口为107人。

## 人口
波拉克-昂马尔热里德人口变化图示